# منظمة البشناق الإسلامية
منظمة البشناق الإسلامية (بالبوسنوية: Muslimanska bošnjačka organizacija)‏ هو حزب سياسي في البوسنة والهرسك.

## التاريخ
شارك الحزب في عام 1990 في الانتخابات العامة، وحصل 1.2% من الأصوات على المستوى الوطني وحصل على مقعدين. وفي انتخابات 1996 انضم إلى قائمة مشتركة حيث تحالف مع الحزب الديمقراطي الاجتماعي، والاتحاد الاشتراكي وحزب الفلاحين الكرواتي والحزب الجمهوري. وطرح مرشحاً من البشناق لعضوية هيئة الرئاسة، لكنه احتل المركز الرابع بنسبة 0.9% من الأصوات. حصلت القائمة على 4.4% من الأصوات وفازت بمقعدين في اتحاد البوسنة والهرسك ولم تحصل على أي مقعد في جمهورية صرب البوسنة حيث حصلت على 1.3% من الأصوات.
ولم يشترك الحزب في أي انتخابات أخرى.